# Предложение (пьеса)
«Предложе́ние» — шутка в одном действии Антона Павловича Чехова. Завершена к ноябрю 1888 года. Впервые была поставлена 12 апреля 1889 года столичным артистическим кружком в Санкт-Петербурге.

## Сюжет
Действие происходит в усадьбе Чубукова.
Иван Васильевич Ломов приезжает к своему соседу, Степану Степановичу Чубукову, чтобы просить руки его дочери. Чубуков счастлив, что Ломов приехал за этим, а не чтобы взять денег взаймы, и зовёт дочь. Оставшись наедине с Натальей Степановной, Иван Васильевич начинает подготовленную заранее речь, в которой касается и якобы принадлежащих Ломовым Воловьих Лужков. Но Наталья Степановна возмущённо прерывает его, утверждая, что Воловьи Лужки принадлежат Чубуковым. Разгорается скандал. Присоединившийся к спору Степан Степанович выгоняет Ломова из дома. 
Узнав о цели визита, Наталья Степановна требует вернуть Ломова назад. Она готова признать, что Воловьи Лужки принадлежат Ломовым, и заводит отвлекающий разговор об охоте. Но тут же разгорается новый спор: чья охотничья собака лучше — ломовский Угадай или чубуковский Откатай. Спор разгорается с новой силой, когда к нему присоединяется Степан Степанович. Ломов падает в обморок. Едва он приходит в себя, Степан Степанович быстро благословляет их на брак. Наталья Степановна и Ломов продолжают спорить о собаках. «Ну, начинается семейное счастье! Шампанского!», завершает комедию Чубуков.

## Персонажи
- Степан Степанович Чубуков, помещик.
- Наталья Степановна, его дочь, 25-ти лет.
- Иван Васильевич Ломов, сосед Чубукова, здоровый, упитанный, но очень мнительный помещик.

## Театральные постановки

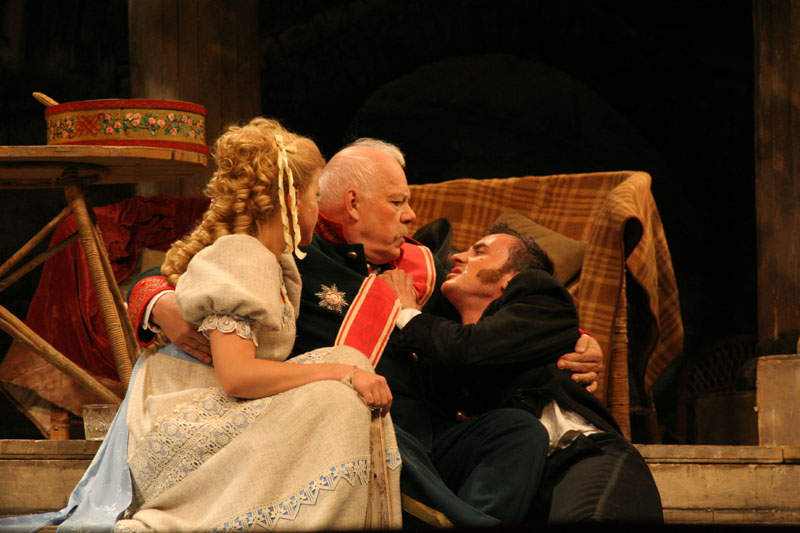
«Предложение» в постановке Малого театра
Ольга Жевакина — Наталья, Александр Потапов — Чубуков, Глеб Подгородинский — Ломов

- 1935 — «33 обморока»[1], ГосТИМ, реж. В. Э. Мейерхольд. Чубуков — В. Громов, Наталья Степановна — Е. Логинова, Ломов — И. Ильинский.
- 1992 — «А чой-то ты во фраке?» Московский театр «Школа современной пьесы», реж. Иосиф Райхельгауз.  Чубуков — Алексей Петренко, Наталья Степановна — Любовь Полищук, Ломов — Альберт Филозов.
- 1997 — «Есть ли жизнь на Марсе?» Московский драматический театр имени К. С. Станиславского, реж., композитор и исполнитель всех ролей — Пётр Мамонов.
- 2004 — «Свадьба, свадьба, свадьба!» Малый театр России, реж. Виталий Иванов, художник — А. К. Глазунов.  Чубуков — Александр Потапов, Александр Клюквин, Наталья Степановна — Ольга Жевакина, Ломов — Глеб Подгородинский.
- 2010 — «Эрос против бизнеса», Камерный Драматический театр (Вологда), реж. Яков Рубин, актёры Елена Смирнова, Вячеслав Федотов, Александр Сергеенко.
- 2011 — Монотеатр «МІФ», режиссёр Пётр Миронов, исполнитель всех ролей — Михаил Фица.
- 2017 — «Предложение», Сарапульский молодежный драматический театр «HEAVEN&HELL», режиссёр-постановщик — Владимир Чухланцев

## Экранизации
- 1931 — Скажи это по-фински (Sano se suomeksi), режиссёр Ирьё Норта[англ.] . Первый финский звуковой фильм, первая звуковая экранизация А. П. Чехова
- 1945 — Предложение (Marriage Proposal), режиссёр Беулах Захари[англ.] (ТВ) (США)
- 1946 — Предложение (The Proposal) (ТВ) (Великобритания) .
- 1953 — Предложение (Der Heiratsantrag) (ТВ), режиссёр Bodo Schweykowski (ГДР)
- 1954 — Свадьба (Il matrimonio), в составе фильма, режиссёр Антонио Петруччи (Италия)
- 1957 — Предложение (The Proposal) (ТВ) (Австралия)
- 1957 — Предложение / Oswiadczyny (ТВ) (Польша), режиссёр Збигнев Кузьминский[пол.] (сериал «Телевизионный театр»
- 1957 — Предложение / Oswiadczyny (ТВ) (Польша), режиссёр Стефан Древич (сериал «Телевизионный театр»)
- 1959 — Предложение (The Proposal) (ТВ) (Великобритания)
- 1960 — Предложение (Der Heiratsantrag) (ТВ) (ФРГ), режиссёры Курт Хорвитц[нем.], Элизабет Керн
- 1964 — Предложение / La demande en mariage (ТВ), (Франция), режиссёр Абдер Искер[фр.]
- 1965 — Предложение / Prosidba (ТВ) (Югославия), режиссёр Дэниэл Марусич
- 1967 — Предложение / Лебединая песня / The Proposal/Swan Song (ТВ) (США) (сериал «Нью-йоркский телевизионный театр»)
- 1969 — Семейное счастье (СССР) (новелла «Предложение»), реж. Сергей Соловьёв.  Чубуков — Анатолий Папанов, Наталья Степановна — Екатерина Васильева, Ломов — Георгий Бурков
- 1971 — Предложение / The Proposal (ТВ) (Великобритания) режиссёр Рудольф Картье[англ.] (сериал «30-минутный театр»)
- 1972 — Сватовство / Kosinta (ТВ) (Финляндия) (по пьесе «Предложение»)
- 1974 — Предложение (фильм / Bracna ponuda (ТВ) (Югославия), режиссёр Димитар Христов
- 1983 — Кое-что из губернской жизни (ТВ) (СССР), режиссёр Борис Галантер (один из сюжетов фильма) В ролях: Татьяна Догилева — Наталья Степановна; Лев Дуров — Чубуков; Юрий Богатырёв — Ломов
- 1993 — А чой-то ты во фраке? (ТВ) (Россия), режиссёр Иосиф Райхельгауз (мюзикл по пьесе А. П. Чехова «Предложение»). Музыка Сергея Никитина. Чубуков — Алексей Петренко, Наталья Степановна — Любовь Полищук, Ломов — Альберт Филозов
- 1997 — 33 обморока / 33 omdlenia (ТВ) (Польша), режиссёр Збигнев Запасевич (сериал «Телевизионный театр)» (по пьесам «Юбилей», «Медведь», «Предложение»)
- 2004 — Предложение руки и сердца / La petición de mano (Испания), режиссёр Бен Темпле
- 2010 — Предложение / The Proposal (ТВ) (Великобритания). Эпизод сериала «Короткие комедии Чехова» / Chekhov Comedy Shorts, режиссёр Кристин Джернон